# Lista jezior Finlandii

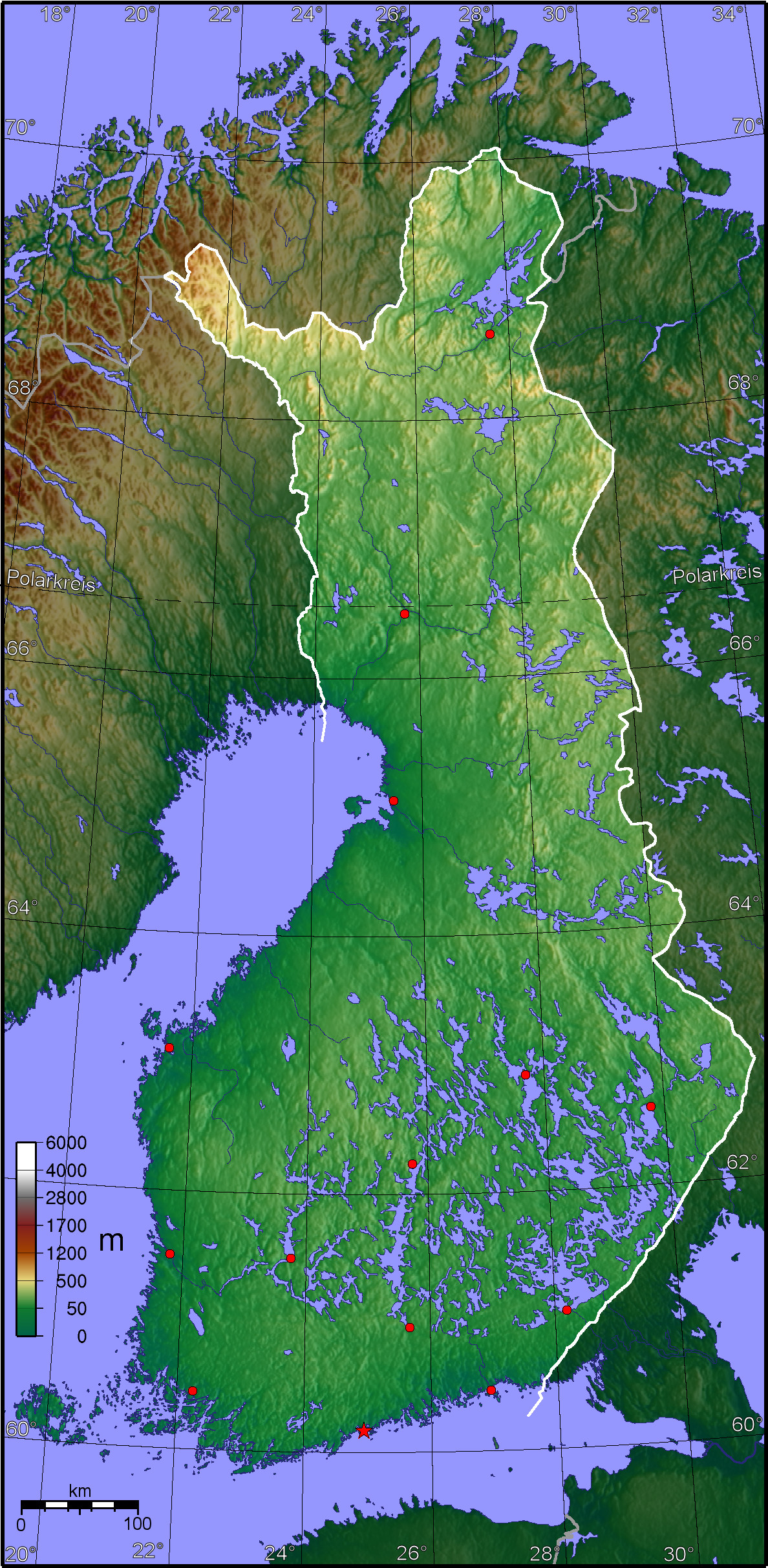
Mapa topograficzna Finlandii

W Finlandii znajduje się 187 888 (choć w wielu źródłach podaje się jeszcze liczbę ok. 55 tys.) jezior o powierzchni większej niż 500 m². W większości są to jeziora i zbiorniki wodne o niewielkiej powierzchni. 309 jezior ma powierzchnię większą niż 10 km² i zajmują one łącznie 65% całkowitej powierzchni fińskich jezior.
Prawie 20 tysięcy jezior otrzymało nazwy własne. Wiele jezior nosi jednak tę samą nazwę – najczęściej występujące nazwy to: Mustalampi (dosłownie „Czarny Staw”, 391 jezior), Ahvenlampi (335), Haukilampi (265).

## Alfabetyczna lista jezior

### A
Ähtärinjärvi, Äkäsjärvi, Ala-Kitka, Ala-Rieveli, Ala-Siikajärvi, Ala-Suolijärvi – Oivanjärvi, Alajärvi, Alvajärvi, Änättijärvi, Armisvesi, Ätäskö, Aurejärvi

### E
Elämäjärvi, Enäjärvi, Enijärvi, Enonvesi, Evijärvi

### H
Haapajärvi, Hankavesi, Hankavesi – Lonkari, Hankavesi – Välivesi, Hauhonselkä, Haukivesi, Hiidenvesi, Hiirenvesi, Zbiornik Hirvijärvi, Hirvijärvi – Kalliovesi, Höytiäinen, Hyrynjärvi

### I

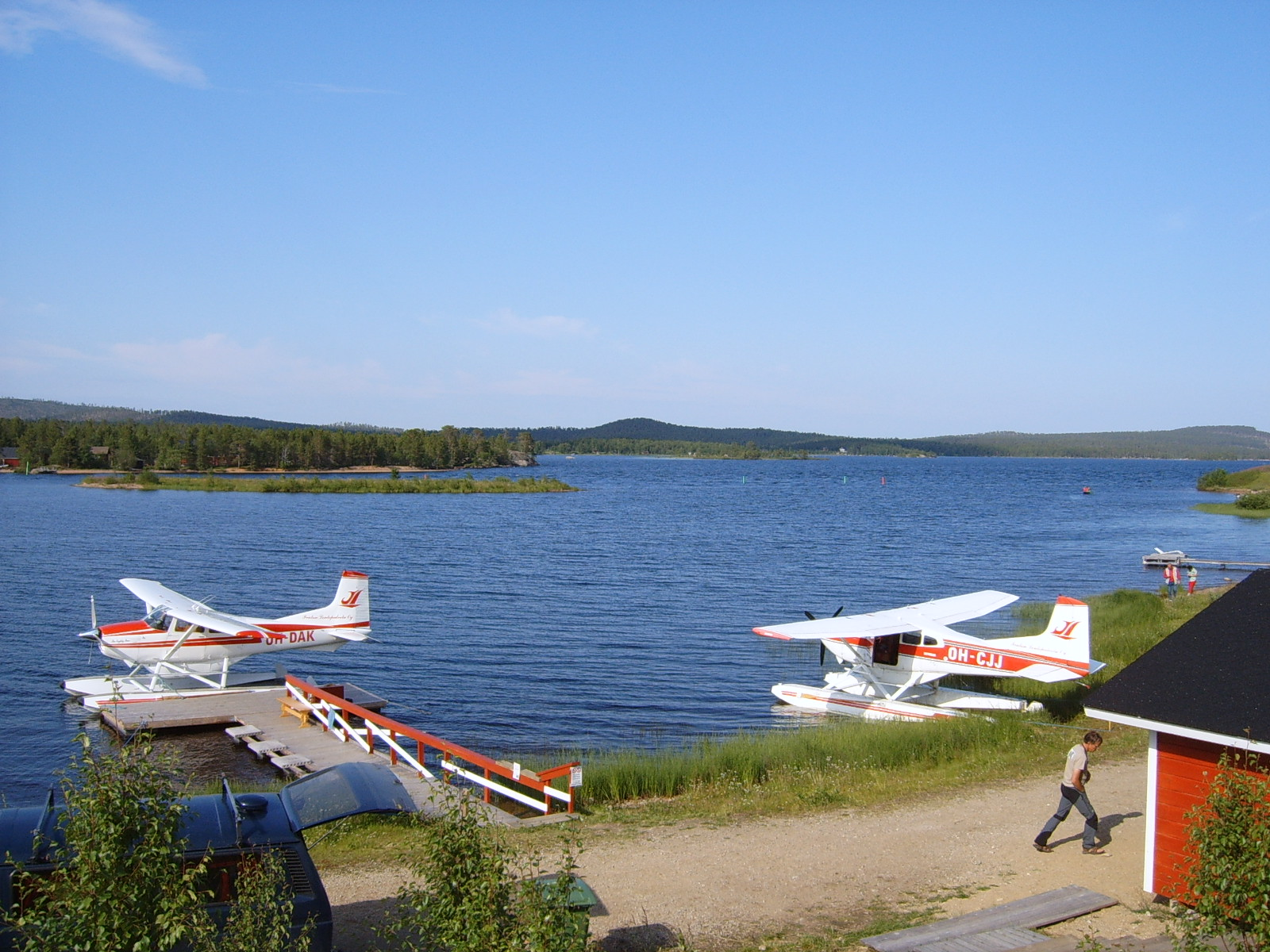
Jezioro Inari

Iijärvi (1), Iijärvi (2), Iijärvi (3), Iijärvi (4), Iisvesi, Iivantiira – Juttuajärvi, Ilmoilanselkä, Immalanjärvi, Inari, Irnijärvi – Ala-Irni, Iso i Pieni Tipasjärvi, Iso Lamujärvi, Iso Lohijärvi, Iso- i Keski-Kero, Iso- i Pikku-Ii, Iso-Kiimanen, Iso-Naakkima, Iso-Pyhäntä, Iso-Roine, Iso-Vietonen, Isojärvi (1), Isojärvi (2)

### J
Jääsjärvi, Jäsys – Retujärvi, Jerisjärvi, Jonkeri, Jonku, Jormasjärvi, Joukamojärvi, Joutsijärvi, Joutsjärvi, Juojärvi, Juolasvesi – Sarkavesi, Juurusvesi – Akonvesi

### K

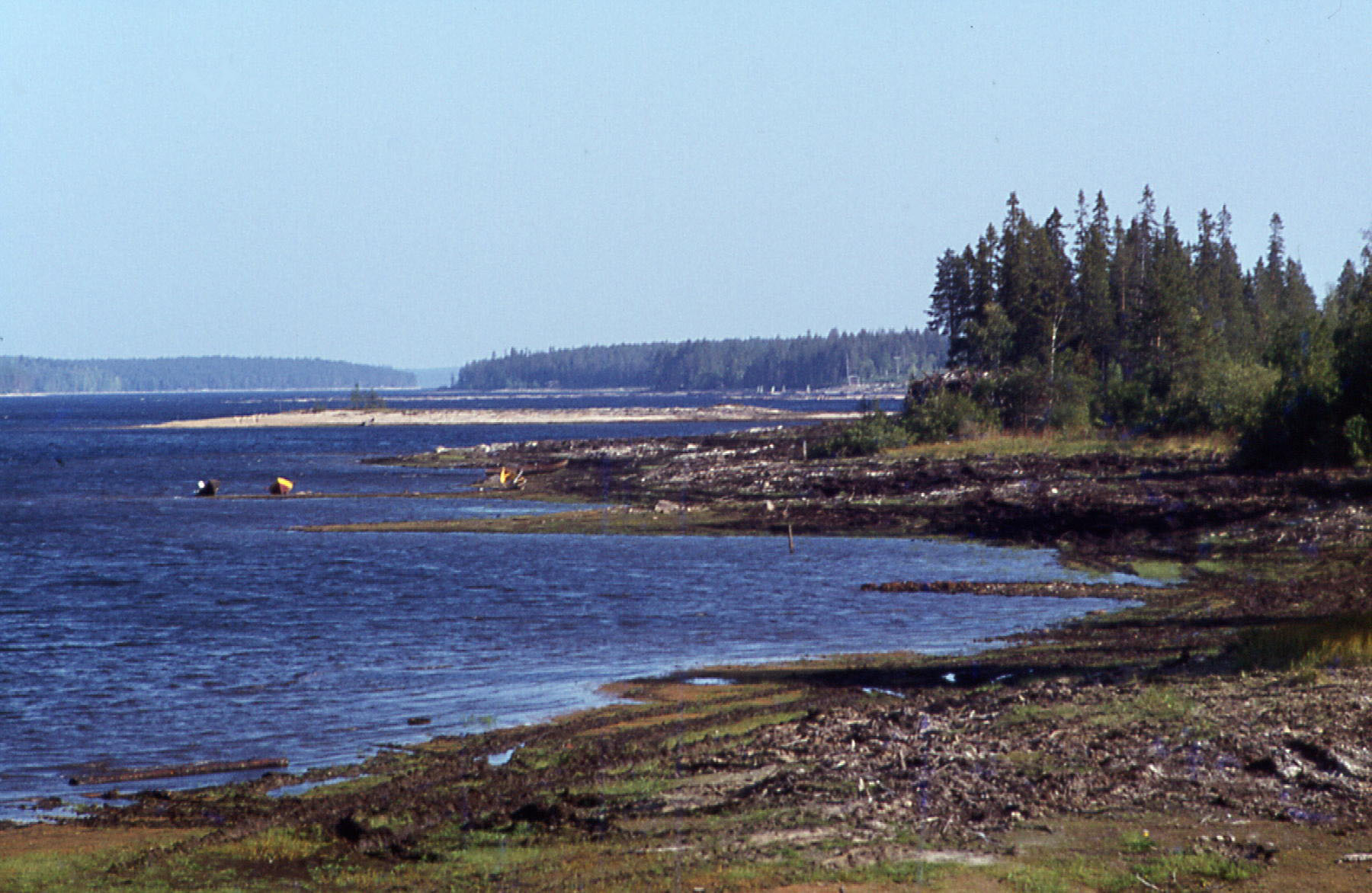
Jezioro Kiantajärvi

Kaavinjärvi, Zbiornik Kalajärvi, Kallavesi (1), Kallavesi (2), Kangasjärvi, Kangasvesi, Kankareenjärvi, Kannonselkä, Karankajärvi, Karhijärvi, Karijärvi, Karikkoselkä, Kaukuanjärvi, Keitele, Kellojärvi – Korpijärvi, Kelontekemäjärvi, Kemijärvi, Kermajärvi, Keurusselkä, Keyritty, Kiantajärvi (1), Kiantajärvi (2), Kiesimä, Kiitämä, Kilpisjärvi – Alajärvi, Kiteenjärvi, Kiuruvesi, Kivesjärvi, Kivijärvi (1), Kivijärvi (2), Koitere, Koivujärvi, Kolima, Koljonselkä, Kolkonjärvi, Konnevesi, Konnivesi, Korpijärvi, Korpijärvi – Verijärvi, Korvuanjärvi, Koskelovesi – Miekkavesi, Kostonjärvi, Köyliönjärvi, Kukkia, Kulovesi, Kuohattijärvi, Kuohijärvi, Kuolimo, Kuorasjärvi, Kuorevesi, Kuorinka, Kuortaneenjärvi, Kurkijärvi – Tuuliainen, Kuttajärvi, Kuuhankavesi, Kuusamojärvi, Kuusvesi, Kuvansi, Kynsijärvi – Kynsilampi, Kynsivesi – Leivonvesi, Kyrösjärvi, Kyyjärvi, Kyyvesi

### L
Laakajärvi, Lahnavesi, Lammasjärvi, Lampaanjärvi, Längelmävesi, Lannevesi, Lappajärvi, Lappalanjärvi, Lentiira, Lentua, Leppävesi, Lestijärvi, Liesvesi, Lievestuoreenjärvi, Livojärvi, Lohjanjärvi, Zbiornik Lokka, Loppijärvi, Luirojärvi, Lummene

### M
Maaninkajärvi, Maavesi, Mahnalanselkä – Kirkkojärvi, Mallasvesi – Roine, Mallos, Melakko – Loitimo, Miekojärvi, Muojärvi – Kirpistö, Mutusjärvi, Muurasjärvi, Muuratjärvi, Muuruejärvi

### N

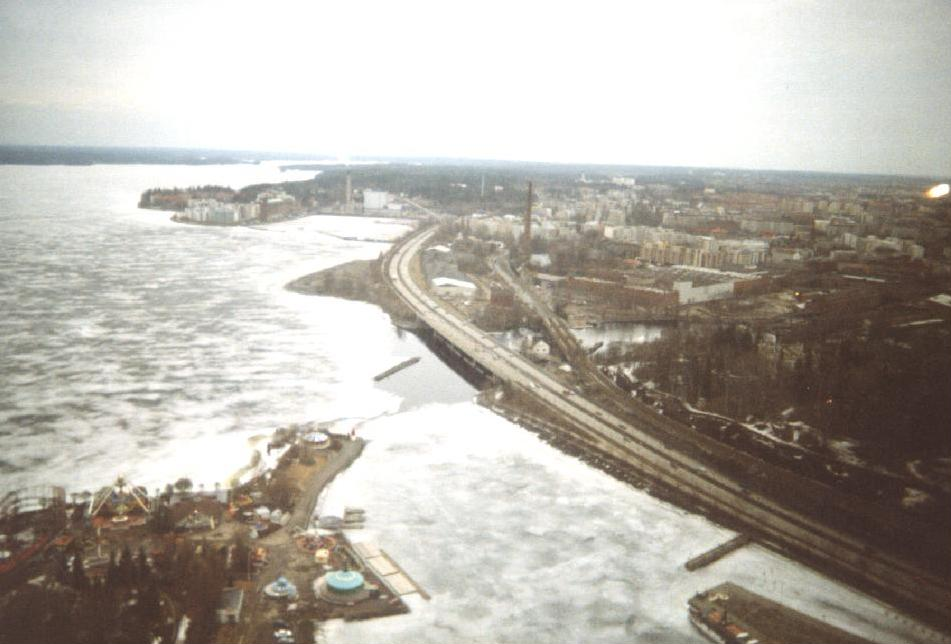
Jezioro Näsijärvi

Näläntöjärvi, Nammijärvi, Näsijärvi, Nerkoonjärvi (1), Nerkoonjärvi (2), Niemisvesi – Pemu, Niinivesi, Nilakka, Niskajärvi, Nitsijärvi, Norvajärvi, Nuorajärvi, Nuoramoisjärvi

### O
Oijärvi, Olkkajärvi – Matkalampi, Onkamojärvi, Onkivesi, Ontojärvi – Nurmesjärvi, Orajärvi, Orivesi, Osmankajärvi, Otermanjärvi, Oulujärvi

### P
Pääjärvi (1), Pääjärvi (2), Paatari (Paadaar), Päijänne, Paljavesi, Pälkänevesi, Pallasjärvi – Pallaslompolo, Palovesi – Jäminginselkä, Pankajärvi, Pautujärvi, Peruvesi, Pesiöjärvi, Petruma, Pieksänjärvi, Pielavesi, Pielinen, Pieni-Kiimanen, Pieni-Onkamo, Pihlajavesi, Pihlajavesi, Piispajärvi, Pirttijärvi – Kaitainjärvi, Pohjois- i Etelä-Virmas, Porovesi, Porttipahta Reservoir, Posionjärvi, Pöyrisjärvi, Puhosjärvi, Pulmankijärvi, Puruvesi, Puula, Pyhäjärvi (1), Pyhäjärvi (2), Pyhäjärvi (3), Pyhäjärvi (4), Pyhäjärvi (5), Pyhäjärvi (6), Pyhäselkä, Pyhävesi, Pyyvesi

### R
Raanujärvi, Rahajärvi (Raahajävri), Rapojärvi – Haukkajärvi, Rauhajärvi, Rautavesi (1), Rautavesi (2), Rehja – Nuasjärvi, Repovesi – Luujärvi, Riistavesi, Rikkavesi, Ruotsalainen, Ruovesi, Rutajärvi (1), Rutajärvi (2), Ruunaanjärvi, Ryökäsvesi – Liekune

### S

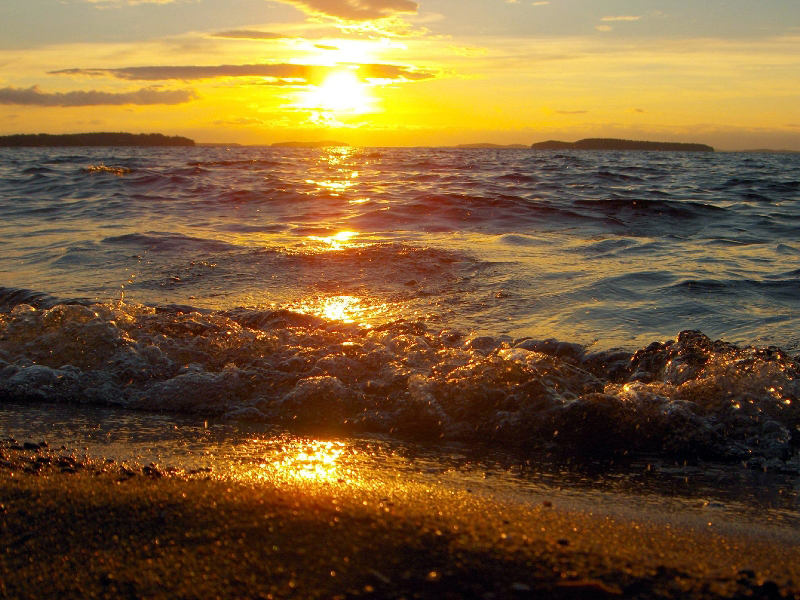
Jezioro Saimaa

Sääksjärvi, Saanijärvi, Saarijärvi (1), Saarijärvi (2), Saimaa, Sälevä, Sapsojärvet, Saraavesi, Särkijärvi, Savivesi, Sevettijärvi, Simojärvi, Simpelejärvi, Sonkari – Riitunlampi, Sorsavesi, Suininki, Summasjärvi, Suolijärvi (1), Suolijärvi (2), Suolisjärvi, Suontee, Suontienselkä – Paasvesi, Surnujärvi, Suuri-Onkamo, Suuri-Pieksä, Suurijärvi, Suvasvesi, Synsiä, Sysmä (1), Sysmä (2), Syvänsi, Syväri, Syysjärvi

### T
Tallusjärvi, Tarjanne, Tohmajärvi, Toisvesi, Torsa – Pieni-Torsa, Tuusjärvi, Tyräjärvi

### U
Ukonvesi, Zbiornik Uljua, Ullavanjärvi, Unari, Unnukka, Urajärvi, Uurainen

### V
Vaalajärvi, Vahvajärvi, Vajukoski, Vanajavesi, Vanttausjärvi, Vaskivesi – Visuvesi, Vehkajärvi, Zbiornik Venetjoki, Vesijako, Vesijärvi (1), Vesijärvi (2), Viekijärvi, Viiksinselkä, Viinijärvi, Virmajärvi, Vuohijärvi, Vuokalanjärvi, Vuokkijärvi, Vuontisjärvi, Vuosanganjärvi – Hyötyjärvi, Vuosjärvi, Vuotjärvi

### Y
Ylä-Enonvesi, Ylä-Rieveli, Yli-Kitka, Yli-Suolijärvi

## Największe jeziora według powierzchni
Poniższa lista przedstawia 94 największe jeziora Finlandii
| Jezioro                     | Powierzchnia (km²) |
| --------------------------- | ------------------ |
| Saimaa                      | 1377,05            |
| Päijänne                    | 1080,63            |
| Inari                       | 1040,28            |
| Pielinen                    | 894,21             |
| Oulujärvi                   | 887,09             |
| Pihlajavesi                 | 712,59             |
| Orivesi                     | 601,30             |
| Haukivesi                   | 562,31             |
| Keitele                     | 493,59             |
| Kallavesi                   | 472,76             |
| Puruvesi                    | 420,86             |
| Pyhäselkä                   | 361,10             |
| Puula                       | 330,76             |
| Lokan tekojärvi             | 315,40             |
| Höytiäinen                  | 282,64             |
| Näsijärvi                   | 256,12             |
| Yli-Kitka                   | 237,31             |
| Suvasvesi                   | 233,58             |
| Kemijärvi                   | 230,91             |
| Juojärvi                    | 219,54             |
| Pyhäjärvi (1)               | 206,79             |
| Enonvesi                    | 196,68             |
| Kiantajärvi (1)             | 191,15             |
| Konnevesi                   | 189,18             |
| Nilakka                     | 168,51             |
| Koitere                     | 167,02             |
| Iisvesi                     | 164,47             |
| Juurusvesi                  | 159,00             |
| Pyhäjärvi (2)               | 155,19             |
| Kivijärvi (1)               | 155,19             |
| Vanajavesi                  | 149,76             |
| Porttipahdan tekojärvi      | 148,60             |
| Lappajärvi                  | 145,49             |
| Suontee                     | 143,01             |
| Viinijärvi                  | 134,91             |
| Längelmävesi                | 133,04             |
| Kyyvesi                     | 128,23             |
| Pyhäjärvi (3)               | 121,79             |
| Pyhäjärvi (4)               | 121,61             |
| Keurusselkä                 | 117,30             |
| Onkivesi                    | 113,62             |
| Mallasvesi-Roine            | 110,48             |
| Pielavesi                   | 110,10             |
| Vesijärvi (1)               | 107,57             |
| Ontojärvi-Nurmesjärvi       | 104,57             |
| Kolima                      | 101,08             |
| Rehja-Nuasjärvi             | 96,44              |
| Kyrösjärvi                  | 96,07              |
| Simpelejärvi                | 91,10              |
| Simojärvi                   | 89,93              |
| Lohjanjärvi                 | 88,22              |
| Vuohijärvi                  | 86,24              |
| Kermajärvi                  | 85,57              |
| Jääsjärvi                   | 81,11              |
| Syväri                      | 80,74              |
| Unnukka                     | 80,54              |
| Lentua                      | 79,21              |
| Ruotsalainen                | 79,11              |
| Kuolimo                     | 79,10              |
| Niinivesi                   | 76,87              |
| Kivijärvi (2)               | 76,37              |
| Muojärvi-Kirpistö           | 76,16              |
| Ruovesi                     | 66,08              |
| Lestijärvi                  | 64,52              |
| Leppävesi                   | 63,59              |
| Rikkavesi                   | 63,34              |
| Pyhäjärvi (5)               | 61,80              |
| Pyhäjärvi (6)               | 58,94              |
| Kynsivesi-Leivonvesi        | 58,76              |
| Suontienselkä-Paasvesi      | 57,54              |
| Vuotjärvi                   | 56,50              |
| Ala-Suolijärvi – Oivanjärvi | 55,89              |
| Vuokkijärvi                 | 55,25              |
| Sorsavesi                   | 54,98              |
| Tarjanne                    | 54,87              |
| Miekojärvi                  | 53,34              |
| Mutusjärvi                  | 50,45              |
| Ryökäsvesi-Liekune          | 50,21              |
| Konnivesi                   | 49,60              |
| Ala-Kitka                   | 48,50              |
| Kuusamojärvi                | 47,36              |
| Lammasjärvi                 | 46,82              |
| Vaskivesi-Visuvesi          | 46,22              |
| Rautavesi (1)               | 46,12              |
| Pälkänevesi                 | 45,96              |
| Alvajärvi                   | 45,63              |
| Kostonjärvi                 | 43,69              |
| Kukkia                      | 43,39              |
| Palovesi-Jäminginselkä      | 42,72              |
| Ähtärinjärvi                | 41,88              |
| Nitsijärvi                  | 41,17              |
| Lievestuoreenjärvi          | 40,52              |
| Koljonselkä                 | 40,47              |
| Nuorajärvi                  | 40,24              |